# Rábatöttös
Rábatöttös is een plaats (község) en gemeente in het Hongaarse comitaat Vas. Rábatöttös telt 259 inwoners (2001).